# Silchar
Silchar is een stad en gemeente in de Indiase staat Assam. Het is de hoofdstad van het district Cachar en ligt aan de rivier de Barak.

## Demografie
Volgens de Indiase volkstelling van 2001 wonen er 142.393 mensen in Silchar, waarvan 51% mannelijk en 49% vrouwelijk is. De plaats heeft een alfabetiseringsgraad van 79%.